# Електоральна географія
Електора́льна геогра́фія, виборча географія — провідний напрям політико-географічних досліджень, пов'язаний з виявленням територіальних (просторових) особливостей (закономірностей) поведінки населення в зв'язку з виборами до основних представницьких органів державної влади і місцевого самоврядування.

## Предмет дослідження
Основним предметом дослідження електоральної географії є електоральна поведінка. Термін електоральна поведінка вживається зазвичай на означення своєрідної реакції населення на стан і зміни соціально-економічного середовища проживання, яка виявляється через участь у виборах, власне характер політичних симпатій, а також стабільність електоральних преференцій. У зв'язку з цим як основні параметри електоральної поведінки можуть розглядатися певні альтернативи:
- виборча активність, яка виражається через участь у голосуванні, або політичний абсентеїзм, тобто ігнорування виборів;
- чітка політична позиція, що виявляється у підтримці тієї чи іншої партії (кандидата), або негативізм, тобто голосування проти всіх партій (кандидатів);
- стійкість або ж мінливість політичних позицій, що спостерігається при різних типах виборів (парламентські чи президентські, до загальнонаціональних чи місцевих представницьких органів), різних типах голосування (наприклад, за мажоритарною і пропорційною схемою) та під час чергових виборів.

Географічний аналіз електоральної поведінки дає змогу оцінити територіальні відмінності в поглядах населення на принципові проблеми суспільно-політичного та господарського розвитку держави, напрями та динаміку відповідних змін, на важливі питання її внутрішньої та зовнішньої політики тощо.

## Завдання
Серед основних завдань електоральної географії можна виділити наступні:
- аналіз територіальних відмінностей участі населення у виборах, виявлення регіонів з найвищими показниками політичної активності чи також регіонів з високим рівнем політичного абсентеїзму;
- дослідження просторової мінливості політичних уподобань виборців у зв'язку з підтримкою ними відповідних політичних партій і угруповань, моделювання електорального простору на основі даних про подібність (відмінності) територіального розподілу підтримки того чи іншого політичного угруповання, виявлення ступеня й динаміки політичної поляризації територій;
- виявлення основних чинників (соціальних, економічних, культурно-історичних тощо), які формують територіальні відмінності в результатах голосування, визначення соціально-культурної бази відповідних політичних угруповань;
- аналіз часової варіації електоральної поведінки, визначення міри стійкості територіального розподілу електоральних уподобань в часі і в залежності від типу виборів;
- прогнозування електоральної поведінки виборців та електорально-географічне районування.

## Специфіка
На відміну від інших наук, що мають близьку сферу заінтересовань (політології, електоральної соціології, психології виборів тощо), електоральна географія не оперує індивідуальними спостереженнями, а певними узагальненими за територіальним критерієм даними. Перевагою електоральної статистики, яка використовується в цьому випадку, порівняно з результатами соціологічних досліджень, є вища достовірність даних, оскільки вони охоплюють всю сукупність виборців. Натомість при інтерпретації результатів географічного дослідження правильніше буде говорити не так про електоральні уподобання виборців, як про уподобання регіону (міста, району), тобто про сукупність виборчих настроїв. Таким чином, електоральна географія дає змогу виявити й пояснити передусім особливості масової електоральної поведінки у всій її різноманітності.
Та обставина, однак, у жодному разі не применшує ролі географічного підходу. Електоральна поведінка має зазвичай груповий характер. Виборчі уподобання формуються в певних суспільних групах (сім'я, сусіди, друзі, колеги), до яких належить конкретна людська одиниця. Міжособистісні стосунки в рамках такої групи викликають т. зв. процес соціалізації, наслідком якого дуже часто є привласнення особою поглядів і переконань інших людей. Відповідно остаточне рішення виборця значною мірою залежить від ступеня самоідентифікації з тією локальною спільністю, в якій він проживає і перебуває в активних контактах. Таким чином, існує велика ймовірність постання певних просторових сукупностей людей з подібними політичними уподобаннями, які можуть охоплювати не тільки житловий мікрорайон чи цілий населений пункт, а навіть досить великі регіональні масиви.

## Електоральна географія в Україні
Початки сучасної електоральної географії в Україні пов'язані з трансформаційними змінами кінця 80-х — початку 90-х років ХХ ст. На сьогодні з'явилося вже кільканадцять серйозних дисертаційних досліджень, присвячених проблематиці електоральної поведінки населення України та регіональних особливостей національного електорального простору, як в середовищі географів, так і в суміжних науках:
- Хома Н. М. Виборча активність громадян в умовах трансформації політичної системи України (регіональний аспект): Дис. канд. політ. наук: 23.00.02 / Українська академія друкарства. — Львів, 1998.
- Хан Є. А. Електоральна географія Криму: Дис… канд. геогр. наук: 11.00.02 / Одеський держ. університет ім. І. І. Мечнікова. — О., 1999.
- Білоусов С. А. Об'єктивна основа і суб'єктивні фактори електорального вибору населення в умовах суспільства, що трансформується (на матеріалах Південно-Східного регіону України): Дис… канд. політ. наук: 23.00.02 / Таврійська держ. агротехнічна академія. — Мелітополь, 2002.
- Кучеренко Т. В. Регіональний фактор у політичному процесі України: Дис… канд. політ. наук: 23.00.02 / НАН України. Ін-т держави і права ім. В. М. Корецького. — К., 2002.
- Миронюк В. М. Електоральна географія регіону (на матеріалах галицьких областей): Дис… канд. геогр. наук: 11.00.02 / Львівський національний університет ім. Івана Франка. — Л., 2002.
- Литвин А. П. Соціоструктурні чинники електоральної поведінки українських виборців: Дис… канд. соціол. наук: 22.00.04 / Київський національний університет ім. Тараса Шевченка. — К., 2003.
- Доцяк І. І. Електоральна поведінка студентської молоді в умовах трансформації політичної системи України (на прикладі Івано-Франківської та Львівської областей): Дис… канд. політ. наук: 23.00.02 / Львівський національний університет ім. Івана Франка. — Л., 2004.
- Остапець Ю. О. Регіональні особливості парламентських виборів в Україні в умовах трансформації політичної системи суспільства (на прикладі Закарпатської області): Дис… канд. політ. наук: 23.00.02 / Львівський національний університет ім. Івана Франка. — Л., 2004.
- Березинський В. П. Транзитивні особливості формування електорального простору сучасної України: Дис… канд. політ. наук: 23.00.02 / Дніпропетровський національний ун- т. — Д., 2005.
- Дністрянський М. С. Етнополітична географія України: проблеми теорії, методології, практики: Дис… д-ра геогр. наук: 11.00.02 / Київський національний ун- т ім. Тараса Шевченка. — К., 2005.
- Черкашин К. В. Електоральна поведінка населення незалежної України в регіональних зрізах: Дис… канд. політ. наук: 23.00.02 / Донецький національний університет. — Донецьк, 2005.
- Ідрісов Б. Електоральна культура населення України в умовах трансформації суспільства: Дис… канд. соціол. наук: 22.00.04 / НАН України; Інститут соціології. — К., 2006.
- Голод А. П. Суспільно-географічні аспекти політичної поведінки населення регіону (на матеріалах Львівської області): Дис… канд. геогр. наук: 11.00.02 / Львівський національний університет ім. Івана Франка. — Л., 2007.
- Гугнін Е. А. Топологічні характеристики електорального поля України: Дис… канд. соціол. наук: 22.00.04 / Гуманітарний ун-т «Запорізький ін-т держ. та муніципального управління». — Запоріжжя, 2007.
- Зубченко О. С. Електоральна культура як об'єкт соціологічного дослідження: Дис… канд. соціол. наук: 22.00.04 / Гуманітарний ун-т «Запорізький ін-т держ. та муніципального управління». — Запоріжжя, 2007.
- Михайлич О. В. Етнорегіональний та лінгвістичний чинники електоральних орієнтацій виборців сучасної України: Дис… канд. соціол. наук: 22.00.04 / Київський національний ун-т ім. Тараса Шевченка. — К., 2007.
- Козуб О. О. Електоральні преференції як індикатор ефективності економічної політики: регіональний вимір: Дис… канд. соціол. наук: 22.00.04 / Класичний приватний ун-т. — К., 2008.
- Гуйтор М.М. Регіональні особливості застосування виборчих технологій в Україні (на прикладі Чернівецької та Закарпатської областей): Дис... канд. політ. наук: 23.00.02 / Чернів. нац. ун-т ім. Ю.Федьковича. — Чернівці, 2008.
- Мадрига Т. Б. Регіональні виборчі кампанії початку XXI століття (на прикладі західних областей України): Дис... канд. політ. наук : 23.00.02 / Львів. нац. ун-т ім. І. Франка. — Л., 2011.
- Склярська О. Політико-географічні процеси в Закарпатській і Чернівецькій областях. – Львів: Львівський національний університет імені Івана Франка, 2011.